# 샤를 에르미트
샤를 에르미트(프랑스어: Charles Hermite [ʃaʁl ɛʁˈmit], 1822–1901)는 프랑스의 수학자다. 수론에 업적을 남겼고, 특히 e가 초월수임을 증명하였다.

## 생애
1822년 12월 24일 프랑스에서 아버지 페르디낭 에르미트(프랑스어: Ferdinand Hermite)와 어머니 마들렌 랄망(프랑스어: Madeleine Lallemand)에게 7남매의 6번째로 태어났다. 아버지는 소금 광산 기술자였다. 에르미트 가족은 1828년에 낭시로 이사하였고, 아버지 페르디낭은 피륙 상인으로 전직하였다. 에르미트는 어릴 때부터 오른발을 절었다.
에르미트는 낭시 대학교에서 공부하였고, 그 뒤 파리로 이사하여 소르본 대학교에서 공부하였다. 1841년부터 1842년 동안 에콜 폴리테크니크에 전학하려고 외젠 샤를 카탈랑 아래 시험 준비를 하였다. 1842년에 에콜 폴리테크니크에 전학하였으나, 이듬해 군사학교인 에콜 폴리테크니크에서 절름발을 이유로 퇴학당했다.
1842년에 최초의 독자적인 논문을 발표하였다. 이는 닐스 헨리크 아벨이 증명한 5차 방정식의 대수적 해의 불가능성에 대한 독자적인 증명법에 대한 것이었다.
1847년에 바칼로레아(프랑스어: baccalauréat)를 획득하였고, 이듬해 수학자 조제프 루이 프랑수아 베르트랑(Joseph Louis François Bertrand)의 누이 루이즈 베르트랑(프랑스어: Louise Bertrand)과 혼인하였다.
1848년~1876년 동안 한때 학생으로서 퇴학당했던 에콜 폴리테크니크에서 교편을 들었고, 또 1867년~1897년에는 소르본 대학교에서, 1862년~1873년에는 에콜 노르말 쉬페리외르에서 가르쳤다.
1901년에 파리에서 사망하였다.

## 같이 보기
- 에르미트 다양체
- 에르미트 보간법